# Epinomeuta
Epinomeuta is een geslacht van vlinders van de familie stippelmotten (Yponomeutidae).

## Soorten
- E. acutipennella Rebel, 1935
- E. inversella Rebel, 1935
- E. minorella Rebel, 1935
- E. truncatipennella Rebel, 1935